# Cyril Alden
Cyril Albert Alden (Londres, 1884 - 25 de juny de 1965) va ser un ciclista britànic que va córrer durant el primer quart del segle xx.
Va prendre part en dues Olimpíades, la d'Anvers de 1920, en què guanyà dues medalles de plata en les proves de persecució per equips, al costat d'Albert White, Horace Johnson i William Stewart; i 50 kilòmetres. El 1924, a París guanyà una nova medalla de plata en la prova dels 50 quilòmetres.